# مباشر في أوترخت
مباشر في أوترخت (بالإنجليزية: Live in Utrecht)‏ هو ألبوم الفرقة الموسيقى الإلكترونية ازدهار هندسي (بالإسبانية: اسبلندور جومتريكو)‏، سجلت 25 نوفمبر 1989 في المركز الثقافي إيكو، أوترخت، هولندا. المنتجة لبرنامج راديو، هيلفرسوم، هولندا. صدر أولا في إسبانيا وأخيرا في اليابان.

## قائمة الأغاني
1. Signos de energía (علامات على الطاقة) - 5:18
2. دينما - 4:42
3. تروبويا - 3:03 (رابط الصوت على يوتيوب)
4. الحمد لله - 2:59
5. Rotor (دوار) - 4:17
6. Retirada (انسحاب) - 1:21
7. Chile al día (شيلي اليوم) - 6:10
8. ترانس أمة - 5:45
9. تاس - 4:30
10. Nuestra generación crece feliz (جيلنا ينمو بسعادة) - 5:27
11. أطلسي - 4:00

## تفاصيل
- الغلاف: تصميم الغلاف خوان كارلوس ساستري.
- عنوان: «تروبويا» هو منطقة في مقاطعة كوكس ألبانيا.
- إهداءات مكتوبة على الألبوم: رمستر سويشيرو ناكامورا. شكر خاص إلى أندريس نواربي، تاكيشي ماتسوكا، ماسايا ناكاهارا، جيم أورورك واسبلندور جومتريكو.